# Солоність

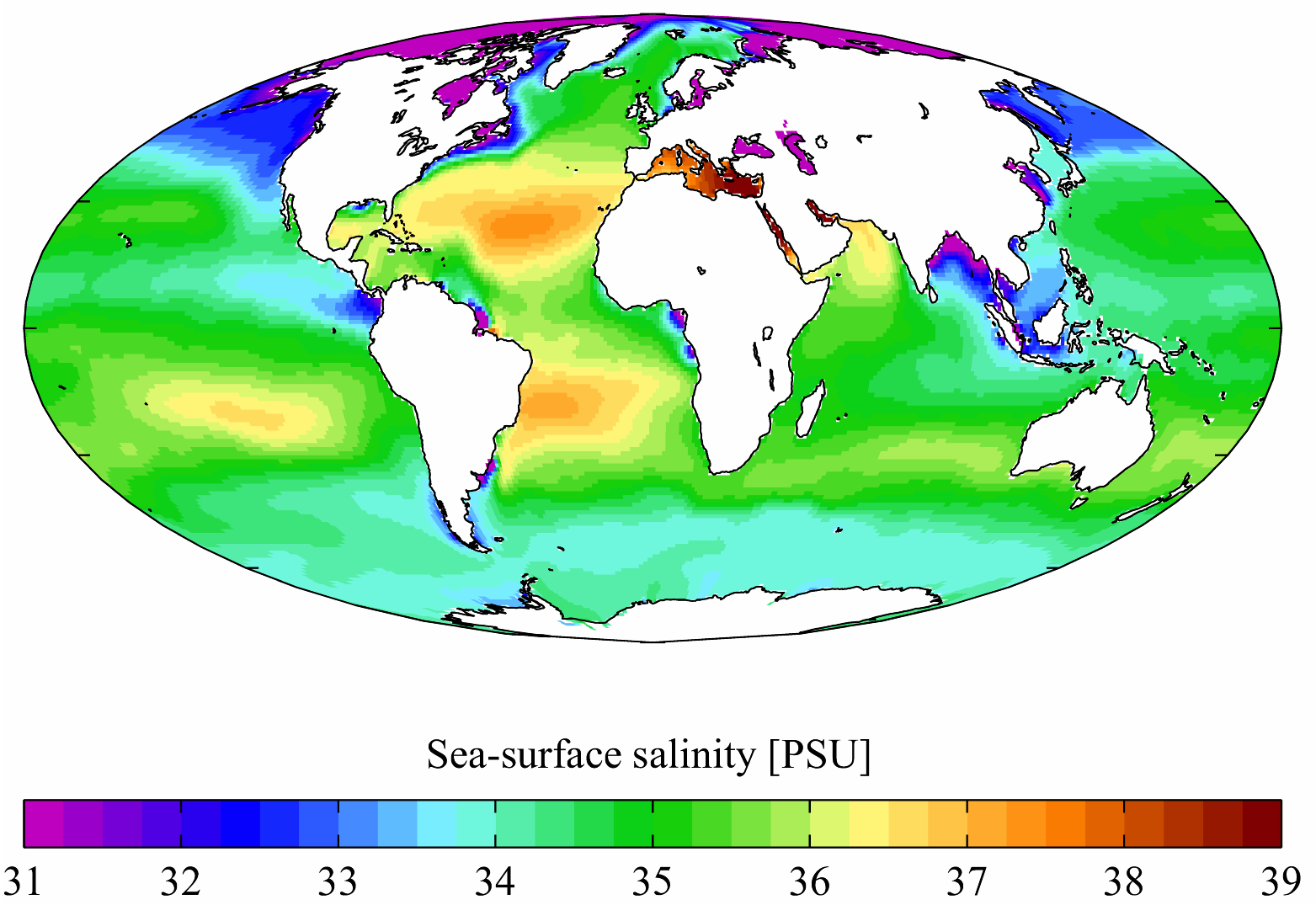
Середньорічна солоність води Світового океану (в проміле). Дані з Світового океанічного атласу, 2001.

Солоність — сумарний вміст всіх твердих розчинених речовин, що містяться в 1 кг морської води, виражені в грамах. Вимірюється в проміле (‰), або одиницях PSU (PracticalSalinity Units).
Середня солоність Світового океану 35 ‰. Для калібрування приладів в Біскайській затоці здобувається так звана нормальна вода з солоністю близькою до 35 ‰. Вміст розчинних солей у природних водах:
- прісна вода — до 0,5 — 1 г/л (0,5 — 1 ‰);
- солонувата вода — від 1 до 3 г/л (1 — 3 ‰);
- слабосолона вода — від 3 до 10 г/л (3 — 10 ‰);
- солона і дуже солона вода — від 10 до 50 г/л (10 — 50 ‰);
- розсі́л (або ропа) — понад 50 г/л (50 ‰).

## Зональний розподіл
Середня солоність Світового океану змінюється на його поверхні незначно. У екваторіальній зоні солоність може знижуватися через випадання рясних дощів та велику хмарність до 32 ‰. У тропіках солоність води підвищена до 38 ‰. Це пов'язано з відсутністю хмарності та дією постійних вітрів, що викликають посилене випаровування води. Солоність помірних широт відповідає середній солоності океану. До полярних широт вона зменшується до 32 ‰, що обумовлено надходженням прісних вод з материків і таненням льодовиків. Солоність внутрішньоматерикових морів особливо залежить від припливу річкових і океанічних вод. Зміна солоності з глибиною відрізняється великою розмаїтістю. Суттєві зміни відбуваються лише у верхньому шарі, до глибини 1500 м. Нижче цього горизонту коливання солоності надзвичайно малі. У деяких районах океанів солоність стає одноманітною зі значно вищих горизонтів. У полярних областях солоність сильно змінюється тільки лише глибини 200 м, а глибше вона практично незмінна.